# سه اتاق در منهتن
سه اتاق در منهتن (به فرانسوی: Trois chambres à Manhattan) فیلمی در ژانر درام و محصول سال ۱۹۶۵ فرانسه است که در نیویورک فیلمبرداری شده است. رابرت دنیرو در این فیلم در یک نقش کوتاه به عنوان یک مشتری در رستوران بازی کرد.